# NGC 6614
NGC 6614 is een elliptisch sterrenstelsel in het sterrenbeeld Pauw. Het hemelobject werd op 20 juni 1835 ontdekt door de Britse astronoom John Herschel.

## Synoniemen
- ESO 103-18
- PGC 61852